# Ivan Fajdiga
Ivan Fajdiga (psevdonimi Vinko Dobrin, Marko Zorin; Zaprski), slovenski publicist in pisatelj, * 23. september 1854, Kamnik, † 22. april 1935, Kamnik.

## Življenje in delo
Ivan Fajdiga, oče teologa Vilka Fajdige, se je rodil v družini Tomaža Fajdige, oskrbnika kamniškega gradu Zaprice. Končal je samo ljudsko šolo, potem pa se je izobraževal ob delu v raznih službah. Članke je največ objavljal v primorskih časopisih. Napisal je tudi dolgo vrsto leposlovnih podlistkov v razne revije in časopise. Izdal je tudi nekaj knjig: Naši narodni grehi: kako bo z vojsko? (COBISS), povest Zadnji tihotapec (COBISS),  romana Nebesa (Ljubljana, 1905) in Deset let v peklu (Kranj, 1911) ter brošuro Ob enajsti uri (Gorica, 1900).  
Čeprav brez višje izobrazbe je Fajdiga posegel v slovensko literarno dogajanje v izredno pomembnem času ob začetku slovenskega naturalističnega vala in dovolj globoko ne le dojel, temveč tudi ocenil naturalizem, saj ga je celo klasificiral, se pravi odkril v njem več zvrsti.